# Río Eo (Asturias)
Río Eo (Asturias) este o arie protejată (arie specială de conservare — SAC, sit de importanță comunitară — SCI) din Spania întinsă pe o suprafață de 107,31 ha, integral pe uscat.

## Localizare
Centrul sitului Río Eo (Asturias) este situat la coordonatele 43°25′20″N 7°07′58″W / 43.4221°N 7.1329°V.

## Înființare
Situl Río Eo (Asturias) a fost declarat sit de importanță comunitară în ianuarie 2004 pentru a proteja 7 specii de animale. Situl a fost protejat și ca arie specială de conservare în decembrie 2014.

## Biodiversitate
Situată în ecoregiunile atlantică și marină Atlantică, aria protejată conține 2 habitate naturale: Cursuri de apă de la nivel de câmpie la nivel montan, cu vegetație Ranunculion fluitantis și Callitricho-Batrachion, Păduri aluvionare cu Alnus glutinosa și Fraxinus excelsior (Alno-Padion, Alnion incanae, Salicion albae).
La baza desemnării sitului se află mai multe specii protejate:
- mamifere (2): Galemys pyrenaicus, vidră de râu (Lutra lutra)
- nevertebrate (1): Margaritifera margaritifera
- pești (4): Alosa alosa, Chondrostoma polylepis, Petromyzon marinus, somonul (Salmo salar)